# Đá bảng

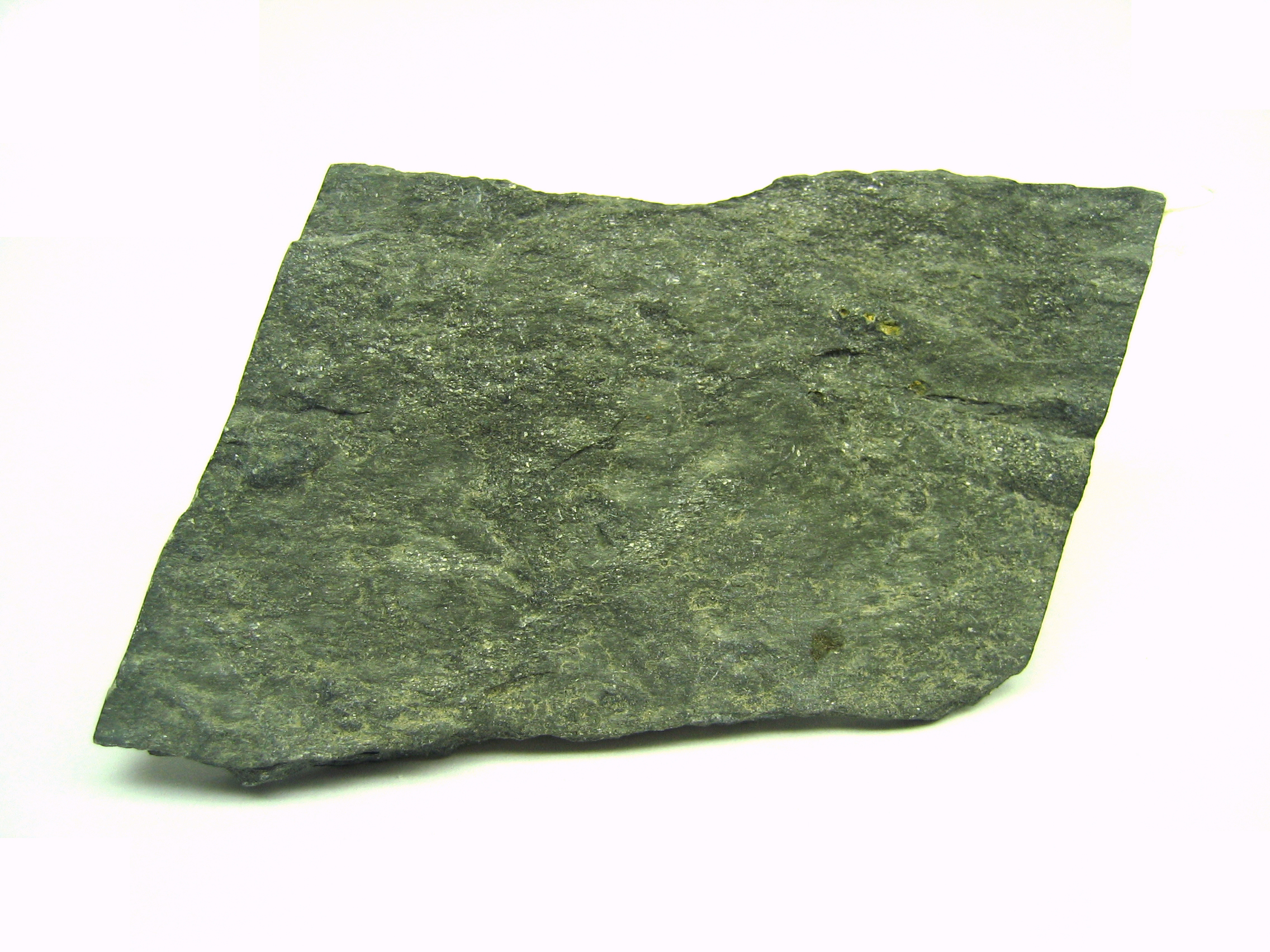
Mẫu đá bảng (~ 6 cm dài và ~ 4 cm cao)

Đá bảng hay đá phiến lớp (tiếng Anh: slate, tiếng Pháp: ardoise) là một loại đá biến chất đồng nhất phân biến, hạt mịn có nguồn gốc từ các đá trầm tích dạng đá phiến sét với thành phần bao gồm sét hoặc tro núi lửa trải qua quá trình biến chất khu vực cấp thấp. Nó là đá biến chất có tính phân phiến hạt rất mịn. Sự phân phiến có thể không trùng khớp với sự phân lớp của đá trầm tích nguyên thủy nhưng sự phân phiến này vuông góc với phương nén ép trong qua trình biến chất.. Cần phân biệt đá bảng với đá phiến.

## Thành phần khoáng vật
Đá bảng chủ yếu chứa các khoáng vật thạch anh và muscovit hoặc illit, thường có thêm biotit, clorit, hematit, và pyrit và ít hơn là apatit, graphit, kaolinit, magnetit, tourmalin, hoặc zircon cũng như feldspar.